# Лачна Гора
Лачна Гора (словен. Lačna Gora) — поселення в общині Оплотниця, Подравський регіон‎, Словенія.